# كارل فون أميرة
كارل فون أميرة (بالألمانية: Karl von Amira)‏ (و. 1848 – 1930 م) هو مؤرخ قانوني ‏، وأستاذ جامعي، وقانوني ألماني، ولد في أشافنبورغ، كان عضوًا في أكاديمية ساكسون للعلوم (منذ 1 يوليو 1929)، والأكاديمية الملكية السويدية للعلوم، والأكاديمية البافارية للعلوم والعلوم الإنسانية، والأكاديمية البروسية للعلوم، توفي في ميونخ، عن عمر يناهز 82 عاماً.

## جوائز
حصل على جوائز منها:

النيشان البافاري الماكسيميلياني للعلوم والفن (1902)